# Kretenzische lyra
De Kretenzische lyra (Κρητική λύρα) of Kretenzische lier is een Grieks peervormig, driesnarig strijkinstrument dat centraal staat in de traditionele muziek van Kreta en andere eilanden in de Dodekanesos en de Egeïsche archipel, in Griekenland. De Kretenzische lyra wordt beschouwd als een moderne vorm van de middeleeuwse Byzantijnse lyra, een voorouder van de meeste Europese strijkinstrumenten. De Kretenzische lyra wordt nog steeds veel gebruikt op Kreta en op sommige eilanden van de Dodekanesos en de Egeïsche archipel, evenals in delen van Noord-Griekenland.

## Speelstijl
De lyra wordt verticaal op de schoot van de speler gehouden, op dezelfde manier als een kleine viola da gamba, in plaats van als een viool onder de kin van de speler te worden geplaatst. De rechterhand van de speler houdt de stok vast. De snaren worden gestopt door de vingernagels van de linkerhand van de speler tegen de zijkant van de snaar te drukken, in plaats van door de snaar tegen de toets te drukken. Dit geeft het een andere klankkleur dan de viool. Oudere lyra's (lyrakis) hebben één snaar die normaal gesproken niet wordt bespeeld en wordt gebruikt als een drone, waarbij dezelfde noot wordt gespeeld terwijl de melodieën op de andere twee snaren worden gespeeld.

## Oorsprong
De Kretenzische lyra is nauw verwant aan de gestreken Byzantijnse lyra, de voorouder van veel Europese strijkinstrumenten. De Byzantijnse lyra verspreidde zich met onzekere evolutie westwaarts door Europa; een opmerkelijk voorbeeld is de Italiaanse lira da braccio, een strijkinstrument uit de 15e eeuw en mogelijk de voorloper van de moderne viool. Strijkinstrumenten vergelijkbaar met de Kretenzische lyra en directe afstammelingen van de Byzantijnse lyra worden tot op de dag van vandaag in veel post-Byzantijnse regio's bespeeld met kleine veranderingen, bijvoorbeeld de gdulka in Bulgarije, de gestreken Calabrische lira in Italië en de kemenche in Turkije.
Met betrekking tot de periode van introductie van het strijkinstrument op het eiland zijn er vier theorieën:
- De Byzantijnse lyra werd geïntroduceerd na 961 AD, toen het eiland werd heroverd op de Arabieren door het Byzantijnse Rijk onder het bevel van Nikephoros II Phokas. In die tijd werden adellijke families uit Constantinopel gestuurd om zich op Kreta te vestigen om daar nieuw leven in te blazen en de Griekse bevolking aan te vullen. Veel Byzantijnse tradities werden hiermee vanuit Constantinopel geïntroduceerd.
- De lyra werd geïntroduceerd vanaf de eilanden van de Dodekanesos en kwam het eiland binnen via de oostelijke stad Sitia (waar hij het populairst was), de buurman van Kasos en Karpathos; dit zou in de 12e eeuw zijn gebeurd.
- De lyra werd geleidelijk geïntroduceerd in de tradities van het eiland als een populair element van de Byzantijnse muziek en traditie, op dezelfde manier waarop de lyra werd geïntroduceerd in andere regio's (bijv. de lira da braccio en Calabrische lira in Italië en de gdulka in Bulgarije).
- Volgens de lokale overlevering is de Kretenzische lyra spontaan ontwikkeld op het eiland Kreta enige tijd vóór het jaar 961 na Christus en na de Byzantijnse invasie van Nikephoros Phokas is het overgenomen door de Byzantijnse diaspora naast andere schatten van Kreta tot Istanboel en van daar, verspreid oost en west.

Vooral tijdens het Venetiaanse tijdperk van het eiland, oefende de viool zijn invloed uit op de muziek van Kreta, zowel op organologisch als op muzikaal vlak, wat ingrijpende veranderingen teweegbracht in het repertoire, de stemming, de muzikale taal en de uitvoeringspraktijk van de Kretenzische lyra.

## Soorten
Er zijn drie hoofdtypen Kretenzische lyra's:
1. de lyraki (Grieks: λυράκι), een klein model van de lyra, vergelijkbaar met de Byzantijnse lyra, alleen gebruikt voor het uitvoeren van dansen;
2. de vrontolyra (Grieks: βροντόλυρα), die een zeer sterk geluid heeft, ideaal voor het begeleiden van liedjes;
3. de gewone lyra (Grieks: λύρα κοινή), zoals populair in de 20e eeuw op het eiland; ontworpen op basis van de combinatie van lyraki met de viool.

De invloed van de viool veroorzaakte de transformatie van veel kenmerken van de oude vorm van de lyraki naar de moderne lyra, inclusief de stemming, uitvoeringspraktijk en repertoire. In 1920 werd de viololyra ontwikkeld in een poging van lokale instrumentenfabrikanten om het geluid en de technische mogelijkheden van de viool aan de oude Byzantijnse lyraki te geven. Twintig jaar later bracht een nieuwe combinatie van lyraki en viool de gewone lyra voort. Andere typen zijn de viersnarige lyra .

## Bouw
De Lyra heeft een buik (kafka of kafki) met een peervormig of ovaal bovenblad (kapaki), met twee kleine halfronde klankgaten. De buik en hals worden uit één stuk gerijpt hout gesneden (minimaal 10 jaar oud). Traditioneel was het hout van de lyra afkomstig van bomen die op Kreta groeien, zoals walnoot, moerbeiboom en asfadamos, de plaatselijke plataan; voor de moderne lyra wordt het grotendeels geïmporteerd.
Het bovenblad wordt gesneden met een ondiepe bolling en is meestal gemaakt van naaldhout met rechte nerf: traditioneel de oude houten balken van gebouwen (katrani) en idealiter de 300 jaar oude houten balken van Venetiaanse ruïnes. Vroeger waren de snaren gemaakt van dierendarm en de strijkstok (doxari) bezet met paardenstaarthaar. Oorspronkelijk waren er aan het hout van de strijkstok meestal een reeks bellen, gerakokoudouna (haviksbellen) gemaakt, om de melodie ritmisch te begeleiden wanneer de strijkstok bewoog. Tegenwoordig worden de meeste lyra's gespeeld met vioolstrijkstokken.

## Stemming
Het oude model van de Kretenzische lyra (ook wel lyraki ~ kleine lyra genoemd), is gestemd 5-1-4 ofwel bovenkwint, grondtoon, bovenkwart. De uitvoerder speelt de melodie op de 1e en 3e snaar en gebruikt de 2e snaar als drone, vergelijkbaar met de Byzantijnse lyra's uit ca. 1190 AD, gevonden bij de opgravingen van Novgorod.
De moderne lyra, gemodelleerd naar het ontwerp van Stagakis, is in kwinten gestemd op (G-d-a) en gebruikt geen drone-snaar. Alle snaren kunnen worden bespeeld als melodiesnaar.